# Clarence Barlow
Clarence (eller Klarenz) Barlov (født 27. december 1945, død 29. juni 2023) var en indisk komponist.
Komponist af såvel instrumental- som computermusik. Ynder ordspil og alternative stavemåder, han bruger også mennestemmer som råmateriale i sin musik.